# ナイト・ビフォア 俺たちのメリーハングオーバー
『ナイト・ビフォア 俺たちのメリーハングオーバー』（ナイトビフォアおれたちのメリーハングオーバー、The Night Before）は、2015年にアメリカ合衆国で製作されたコメディ映画。ジョナサン・レヴィンが監督・脚本を務めた。出演はジョセフ・ゴードン＝レヴィット、セス・ローゲン、アンソニー・マッキー。
日本では新宿シネマカリテにて2016年2月27日から2週間のみ限定公開された後、同年3月23日にソフトが発売された。

## ストーリー
10数年前に両親を亡くし天涯孤独の身となったイーサン。そんな彼の幼馴染であり悪友でもあるアイザックとクリスは、彼が寂しい思いをしないようクリスマス・イブには毎年ハチャメチャなバカ騒ぎを繰り広げ楽しんでいた。しかし時は流れ、クリスはアメフトのスター選手になり、アイザックにはもうすぐ子供が産まれようとしていた。そこで三人は、クリスマス・イブを共に過ごすのは今年で最後にしようと約束する。彼らは悔いが残らないよう、今までで一番の大騒ぎをするためニューヨークへと向かう。

## キャスト
※括弧内は日本語吹替
- イーサン - ジョセフ・ゴードン＝レヴィット（川島得愛）
- アイザック - セス・ローゲン（遠藤純一）
- クリス - アンソニー・マッキー（松田健一郎）
- ベッツィー - ジリアン・ベル（藤田奈央）
- ダイアナ - リジー・キャプラン（藤野泰子）
- シンディ - ヘレーネ・ヨーク
- ミスター・グリーン - マイケル・シャノン（山野井仁）
- サラ - ミンディ・カリング（藤田曜子）
- レベッカ - イラナ・グレイザー（英語版）　(熊谷海麗)
- トミー - アーロン・ヒル（英語版）
- ナレーター/サンタクロース - トレイシー・モーガン
- 本人役 - ジェームズ・フランコ（前田一世）
- 本人役 - マイリー・サイラス（白石涼子）
- 本人役 - バロン・デイビス
- その他の日本語吹き替え‐山賀晴代/西村太佑/金城大和/小林さとみ/藤田曜子/こばたけまさふみ/田村真/斎藤寛仁/朝井彩加